# Steril
Sterilul este partea nefolositoare a unui zăcământ de minereu sau a unui produs minier, fără valoare industrială, parte îndepărtată la finalul procesului de prelucrare.
Standardele internaționale prevăd depozitarea deșeurilor în gropi special amenajate.
Problemele și pericolele asociate haldelor de roci sterile generate de exploatările miniere, includ următoarele:
- instabilitatea taluzurilor,
- generarea de ape acide și descărcarea de substanțe toxice, conducând la contaminarea apelor de suprafață și subterane din aval,
- poluarea cu praf și eroziunea,
- degradarea terenurilor.

## Haldele de steril în România

Haldă de steril în zona Roșia Montană

În România, în perioada comunistă, sterilul a fost deversat direct în natură.
La Roșia Poieni a fost construit un sistem de deversare a sterilului care pornea de la exploatarea minieră și ducea deșeurile în lacul de la Geamăna, printr-o rețea de conducte.
Halda fostei exploatări miniere Teliuc acaparează zilnic mai multe hectare de vegetație de la marginea Hunedoarei. 
Acumulările au transformat o porțiune întinsă a dealurilor Silvașului din Țara Hațegului într-un adevărat deșert, încins de soare, care sub bătaia vântului se extinde treptat, acoperind pădurile și pajiștile din împrejurimi, iar norii ce vin dinspre dealurile de steril aduc ploi acide, care ard florile și frunzele pomilor.